# Ливада (Сату Маре)
Вижте пояснителната страница за други значения на Ливада.
Ливада (на румънски: Livada) е град в окръг Сату Маре, северозападна Румъния. Получава статут на град през 2006 година.

## Население
След националното преброяване на жителите през 2002 година е установено, че Ливада има 7004 жители.
- 60% са с унгарски произход
- 34% са с румънски произход[1]